# Рікардо Тавареллі
Рікардо Тавареллі (ісп. Ricardo Tavarelli, нар. 2 серпня 1970, Асунсьйон) — парагвайський футболіст, що грав на позиції воротаря.
Найбільш відомий за своїми виступами за «Олімпію» (Асунсьйон), у складі якої виграв шість чемпіонатів Парагваю, а також Кубок Лібертадорес у 2002 році. Учасник двох Кубків Америки і чемпіонату світу 2002 року в складі національної збірної Парагваю.

## Клубна кар'єра
У дорослому футболі дебютував 1991 року виступами за «Такуарі» у другому дивізіоні Парагваю.
Своєю грою за цю команду привернув увагу представників тренерського штабу клубу «Олімпія» (Асунсьйон), до складу якого приєднався 1993 року. З командою у 1990-ті роки 6 разів ставав чемпіоном Парагваю, виграв Турнір Республіки, який можна вважати аналогом Кубка країни (нині не проводиться).
Найбільш яскравими моментами в клубній кар'єрі Тавареллі стали перемоги в Кубку Лібертадорес 2002 року, а також у Рекопі Південної Америки 2003 року. В переможній кампанії 2002 року Тавареллі став одним з героїв «чорно-білих», двічі виручивши команду в післяматчевих серіях пенальті (в іграх з «Греміо» у півфіналі та «Сан-Каетано» у фіналі).
2004 року відправився за кордон у бразильське «Греміо», але без особливого успіху («Греміо» вилетів до другого дивізіону того року). Після цього у 2005 році Тавареллі пограв на батьківщині за «Спортіво Лукеньйо» та знову «Олімпію» (Асунсьйон) і того ж року припинив виступи на професійному рівні.

## Виступи за збірну
1998 року дебютував в офіційних матчах у складі національної збірної Парагваю. Повному розкриттю Тавареллі у збірній Парагваю завадила гра легендарного Хосе Луїса Чілаверта. Однак з 1998 року Тавареллі все ж став гравцем «альбірохи» і навіть взяв у її складі участь у трьох великих міжнародних турнірах.
У Кубку Америки 1999 року у Парагваї Чілаверт відмовився взяти участь з політичних мотивів, тому у всіх 4 матчах домашнього турніру основним воротарем парагвайців був саме Тавареллі. Парагвай зупинився на стадії 1/4 фіналу, поступившись в серії пенальті 3:5 Уругваю. 
У 2001 році на наступному Кубку Америки у Колумбії Тавареллі також був першим воротарем, однак далі групового етапу парагвайцам пройти не вдалося, Тавареллі відіграв у всіх трьох матчах турніру.
У 2002 році Тавареллі зіграв перший матч збірної Парагваю на чемпіонаті світу 2002 року в Японії і Південній Кореї проти збірної ПАР, оскільки у Чілаверта ще не завершилася дискваліфікація. В останніх двох матчу групового етапу, а також в 1/8 фіналу ворота «Альбірохи» захищав вже Чілаверт.
Свій останній матч за збірну Тавареллі провів у 2004 році, а рік по тому вирішив завершити кар'єру. Всього протягом кар'єри у національній команді, яка тривала 7 років, провів у формі головної команди країни 31 матч.

## Титули та досягнення
- Чемпіон Парагваю (6): 1993, 1995, 1997, 1998, 1999, 2000
- Турнір Республіки (1): 1992
- Кубок Лібертадорес (1): 2002
- Рекопа Південної Америки (1): 2003